# 댄 모나한
댄 모너핸(Dan Monahan, 1955년 1월 1일 ~ )은 미국의 배우이다.
오하이오주에서 태어났다.

## 출연 작품
- 위트와 슬라이 (1999년)
- 나이트 플라이어 (1997년)
- 포키스 3 (1985년)
- 포키스 2 (1983년)
- 허울 좋은 여자 (1981년)
- 허클베리 핀의 모험 (1981년) - 톰 소여 역
- 포키스 (1981년)

### 텔레비전
- 아들과 딸들 (1977년)